# Motorola Accompli 008
O Accompli 008 é um smartphone lançado pela Motorola em dezembro de 2001.

## Características
O Accompli 008 é o primeiro celular/smartphone da Motorola baseado em tecnologia GPRS associado com característcas de um PDA. Anunciado no primeiro semestre de 2001, foi considerado como primeiro aparelho na transição para era dos primeiros celulares de terceira geração.
O Accompli 008 tem como exclusividade sua tela de 320x240 pixels sensível ao toque (touchscreen), reconhecimento de escrita, escala de cinza em 4 leveis, teclas de regulagem de volume, J2ME (aplicativos Java), Interface de linguagem em 26 línguas diferentes e compositor de toques musicais.